# 君に愛されて痛かった
『君に愛されて痛かった』（きみにあいされていたかった）は、知るかバカうどんによる日本の漫画作品。当初は『漫画アクション』（双葉社）2017年12号（2017年6月6日発売）より連載開始されたが、2017年21号掲載の7話までで打ち切りになる。その後、電子コミックサイト「まんが王国」内レーベル「ウツツ」（新潮社）に2018年4月より移籍し連載が再開された。『月刊コミックバンチ』の2018年8月号には、本作の番外編が掲載された。その後、2022年3月31日付で新潮社との契約が解除されたため再度連載中止となり、同年11月22日より「まんが王国」にて連載を再開。
知るかバカうどんの一般誌デビュー作品で、援助交際、暴力的ないじめ、少年少女同士による暴行など生々しく強烈な描写が多い。

## あらすじ
かつて高校野球の有望なピッチャーだった高校生の少年・野村寛は、交際していた他校の女子高生・叶井かなえを刺殺した。野球部時代とは別人のようにやつれはてた姿で警察に連行されていく寛に、瀕死状態のかなえは心の中で詫びていた。
事件から一年ほど前、中学生の時にひどいいじめを受けた経験を持ち家庭環境にも恵まれない高校生のかなえは、トラウマから不安定な精神を抱えており、承認欲求から援助交際に手を染めていた。ある時知り合った他校生の寛にそのことを知られ、それでも優しくしてくれる彼に恋心を抱くようになる。しかし恋敵である同級生・市川一花からのいじめを受け、激昂したかなえは彼女に壮絶な復讐を行い不登校に追い込む。かなえは寛と接近していくが、それを嫉妬したかなえの友人・鳴海は寛を襲い負傷させ逮捕される。かなえと寛はやがて交際関係になるが、かなえの友人グループとの不協和音や寛の元交際相手・奈々の登場にかなえの不安定さは癒されることがなく、2人の恋は周囲の不幸を呼び覚まし、彼ら自身をも破滅へと導くことを知る由も無かった。

## 登場人物

### 主要人物
叶井 かなえ（かない かなえ）
本作の主人公で、高校1年生。荒廃した団地に住んでおり、決して家は裕福ではない。中学生時代、転校先の学校で「真面目に授業を受けているから和を乱している」と言いがかりをつけられたことで凄惨ないじめを受けた経験がある。このトラウマにより高校生になってからも表面的には友人グループに合わせつつも、内心では自分の居場所と感じられず苦しんでいる。母親は飲んだくれており、家族関係もうまくいっておらず弟からも疎まれている。故に日常の中では心が満たされず、「必要とされたい」という承認欲求から援助交際に手を染めている。再びいじめにあうことに恐れを抱いており、些細な他人の言動をも過剰に悲観的に捉える傾向があるが、一方で過去の体験から反社会的な素行が形成されており、追い詰められると手のつけようもないほど凶暴になる一面を垣間見せている。グラマラスなスタイルを持つがかなえ本人は自覚しておらず、そのことを友人グループからの陰口や嫌味のネタに使われることもある。
寛に援助交際のことを知られてしまったことをきっかけに仲良くなり、一花に嫉妬されグループ内にていじめられるようになる。ある日援助交際の記録を行った手帳を破り捨てられ、更にスマホのパスワードを要求されたため、恵まれた環境にいながら自分をいじめるようになった一花への嫉妬・憎悪が爆発、鳴海を通じてこれまでの援助交際で溜め込んでいた金で鳴海の先輩たちを雇って一花を強姦させるという壮絶な復讐を行う。一花を排除した後に元いたグループに戻ったその後は寛と頻繁に連絡を取り合い、周囲公認の恋人同然の関係になるが、今までの経験からか性に関しては衝動的であり、一方的にキスをして寛を困惑させたりする。また心身は非常に不安定なままであり、寛から返信がなかっただけで顔色を悪くして心配されてしまうほど。さらにグループにも不協和音が生じ始め、寛の元彼女である奈々の存在を知り不安定な心が余計に乱れることになる。寛への執着も強まっていき、彼が野球を辞めることを望むようにすらなってしまう。
野村 寛（のむら ひろし）
カラオケ合コンでかなえと知り合った、「淵ノ宮高校」というかなえらとは別の学校に通う2年生の少年。甲子園出場するほどの強豪野球部に所属する有望なピッチャー。右投げ右打ち。社交的で優しい性格であり、交友関係も広い。かなえの援助交際をふとしたことで知り、「普通ではない」と彼女を咎めて当初は反発されるが、それでも彼女を放っておけず優しく接したため、かなえに想いを寄せられるようになった。自身も満更ではない様子で、かなえとの仲を問いただされて赤面したり、かなえと積極的に連絡を取り合い、スマホを見てニヤニヤしているとのこと。
かなえを想う鳴海に嫉妬されて襲撃を受け、右肩をスパナで殴られてしまい、一見傷は治ったかに見えていたが痛みが癒えていないのを隠しており、制球に支障をきたし出しており医師からは投手をやめるように提案されるほど肩を悪化させてしまう。奈々とはかつての交際相手の仲で現在は親友として交流しているが、それがかなえの歪みを深める一因となってしまう。
成石 鳴海（なるいし なるみ）
かなえの友人である不良少年で、父親は既に家出してしまい、母親は家事を放棄した荒れた家庭に育つ。かなえが住んでいる団地に暮らしており、中学時代のかなえが深夜に団地内の広場で一人泣いていた所に出会い、それ以来団地の広場で会ったり、LINEで会話してお互いの愚痴を聞き合う仲となっている。タチの悪い先輩たちにいいように使われており悪事に躊躇する面はあるが結局流されてしまう。過去に少年鑑別所にも収容されていた経験がある。
かなえのことを気にかけており、何かと相談に乗るが、その過程で彼女の願いを聞き入れたため、先輩たちに一花を強姦させ、また自身も流される形で一花を強姦してしまう。密かに想っていたかなえの心を奪っていく寛に憎しみを抱くようになり、彼を襲撃して右肩をスパナで殴打した。その後はかなえと連絡が取れなくなり、逮捕されたことが先輩たちからかなえに伝えられる。

### かなえの学校関係者
市川 一花（いちかわ いちか）
かなえの同級生でグループのリーダー格である裕福な家の生まれの少女。理想家だがわがままで思い込みの激しい面があり、自分に敵対したとみなした者には容赦ない態度をとる。寛のことが好きで、かなえが寛と接近したと見るや彼女をいじめるようになる。一方で男女関係には純情な感覚を持ち、ドラマの恋愛に憧れる乙女っぽい一面がある。性体験はもちろんキスすらしたことがなかった。故に「初体験は好きな人としたい」と思っていたが、かなえの復讐によって鳴海とその先輩たちに強姦され、一時期不登校になる。ようやく登校を再開するも事件のトラウマに苛まれ、また不登校の間にグループのメンバーにはすっかり疎まれクラスにも居場所がなくなってしまい、最終的にかなえに縋り付くが、かなえの方からは「誰でもいいくせに」と吐き捨てられた。
中学生時代はバレー部で大会での入賞経験があるが、自身の頑張りがいきすぎて他の部員に嫌われ、最終的には部活内で孤立してしまった過去を持つ。
富田 とみ子（とみた とみこ）
かなえの同級生でグループのメンバー。太めのギャルで大食らい。里虹とは幼馴染同士。一花のかなえに対するいじめに積極的に参加していた。一花が不登校になった後は4人で仲良くやっているように見える中でやや扱いが悪く、かなえと不協和音が生じたこともあった。
森古 里虹（もりこ りこ）
かなえの同級生でグループのメンバー。小柄でおかっぱ頭。とみ子とは幼馴染同士。打算的で抜け目のない性格で、一花が不登校になって以降はかなえの前で一花の悪口を言い始めるなどあっさりと掌返しをする。
瑠奈（るな）
かなえの同級生でグループのメンバー。ポニーテール。かなえが一花に激昂して以降、いじめに対して消極的になったせいで里虹、とみ子と共に一花から横暴な態度で当たり散らされ、里虹が悪口を言い始めた瞬間不満を漏らしていた。

### 登場人物の家族
かなえの母
容姿はややかなえに似ている。飲んだくれで酒が入ると暴言が絶えない。親子仲は険悪そのものであり、夜遅く帰宅しがちなかなえをあからさまに疎ましげに扱い、かなえの弟にも勉強を強要し何かと怒鳴りつける。一応仕事はしている様子。後にとみ子とトラブルを起こしたかなえを罵倒し、娘の居場所をさらに無くしてしまう。
かなえの弟
姉とは歳が離れており、狭い団地の同じ部屋を共有しているが姉弟仲は良くない。かなえが夜遊びしているせいで自分が親に勉強を強要されていると思っており、かなえにはキツく当たる。
鳴海の母
夫（鳴海の父）が家を出て以来、酒と煙草に溺れ家事を放棄し、息子にも関心を示さない状態になっている。夫がいた頃、唯一作れる料理であったカレーが息子やその友人たちにも評判がよかった。
一花の両親
父親は太めの体型、母親は容姿が一花と似ており若干放任主義なところがある。二人とも娘である一花を大切にしているが、わがままに育ってしまった一花に頭を悩ませてもいる。のちに強姦されて一時期不登校になってしまった一花を支える。

### その他の人物
鳴海の先輩たち
タチの悪い不良少年たち。いずれも気分屋で粗暴な者ばかりで後輩である鳴海にスクーターを無理やり買わせたり、些細なことで暴力をふるうなど横暴な振る舞いを見せる。鳴海を通じてかなえの依頼を受け、金銭と引き換えに一花を輪姦した。関西弁を話す者もいる。犯罪行為も平然と行う冷血さをもち、一花が泣きながら懇願しても嘲笑しながら強姦を続けるほど。
越智（おち）
寛と同じ高校の男子生徒。野球部員でキャッチャー。左打ち。坊主頭で硬派な性格で、一見無愛想。寛とは小学生時代に同じ野球チームに属して以来の親友で、当時父からの過干渉により野球に絶望しかけていたところを立ち直るきっかけを作ってくれた寛に深く感謝しており、今でも何かと寛を気にかける。かなえと仲良くなったことで練習に身が入らなくなった寛を心配している。寛が鳴海に襲撃されて右肩を壊された際には、怒りのままに鳴海を殴り続け昏倒させた。かなえと寛の交際をよく思っておらず止めさせようとかなえに直談判するも、結果的にかなえの不安定さに拍車をかけてしまう。３年生引退後に監督から次期キャプテンに指名される。
七瀬 奈々（ななせ なな）
寛の元彼女。他の高校に通う快活なショートカットのスポーツ少女。Instagramと思しきSNSアカウントを持っている。

## 書誌情報
単行本は新潮社から刊行されていたが、知るかバカうどんの移籍に伴って新たに秋田書店から再度刊行されている。

### 新潮社版
- 知るかバカうどん『君に愛されて痛かった』新潮社〈BUNCH COMICS〉、全5巻
  1. 2018年6月9日発売[6][7]、ISBN 978-4-10-772083-2
  2. 2018年10月9日発売[8]、ISBN 978-4-10-772121-1
  3. 2019年6月8日発売[9]、ISBN 978-4-10-772192-1
  4. 2019年11月9日発売[10]、ISBN 978-4-10-772230-0
  5. 2021年12月9日発売[11]、ISBN 978-4-10-772453-3

### 秋田書店版
- 知るかバカうどん『君に愛されて痛かった』秋田書店〈ヤングチャンピオンコミックス〉、既刊9巻（2025年7月18日現在）
  1. 2023年2月20日発売[12]、ISBN 978-4-253-30991-2
  2. 2023年2月20日発売[13]、ISBN 978-4-253-30992-9
  3. 2023年2月20日発売[14]、ISBN 978-4-253-30993-6
  4. 2023年2月20日発売[15]、ISBN 978-4-253-30994-3
  5. 2023年2月20日発売[16]、ISBN 978-4-253-30995-0
  6. 2023年2月20日発売[17]、ISBN 978-4-253-30996-7
  7. 2023年6月20日発売[18]、ISBN 978-4-253-30997-4
  8. 2024年5月20日発売[19]、ISBN 978-4-253-30998-1
  9. 2025年7月18日発売[20]、ISBN 978-4-253-30999-8